# Lange Hilleweg
Lange Hilleweg is een weg in de wijk Bloemhof in Rotterdam. De weg verbindt de Hillevliet met de zuidwestelijk gelegen Strevelsweg. De weg loopt aan weerszijden van de singel met hoge bomen. Halverwege dit water is een brug. Over het water liggen tevens bruggen van de 2e Pioenstraat en de Oostendam. De buurten ten noorden van de Lange Hilleweg bestaan uit portiekwoningen van drie à vier verdiepingen hoog, ten zuiden van de Lange Hilleweg overheerst de laagbouw.

## Hille
Hille in de betekenis van hoogte en duin komt in oude oorkonden ook voor als door water omringde buitendijkse gronden. De hillen van Katendrecht werden op 17 maart 1447 door de Heer van Gaesbeek en Putten in leen uitgegeven aan Jacob Pot en zijn echtgenote. In 1525 kregen de uitergorzen (buitendijkse gebieden, die bij gewone vloed niet meer onderlopen), genaamd de Hille, aan de oostzijde van Charlois met alle slikken, aanwassen, visscherijen, vogelarijen, jaerschot, nat ende drooge dijcken enz. een sluis en een sluisvliet. De Brede Hilledijk beschermde de polder aan de kant van de Maas, de Hilledijk aan de zijde van het Zwanegat. De Groene Hilledijk scheidde de Hillepolder van het Karnemelksland. De twee wegen droegende namen Korte- en Langeweg. De Langeweg heet sinds 1895 Lange Hilleweg. Op de plaats van de Korteweg of Korte Hilleweg ligt de tegenwoordige Paul Krugerstraat. De vroegere Smalle Hilledijk is tegenwoordig een onderdeel van de Brede Hilledijk. Deze Smalle Hilledijk kwam in 1895 in de plaats van de Vildersteeg.

## Singel
De singel is voor de Tweede Wereldoorlog aangelegd en heeft een lengte van ongeveer 4 kilometer. Onder leiding van W.N. Rose zijn de negentiende-eeuwse singels in Rotterdam tot stand gekomen. Rose was van 1839 tot en met 1855 stadsarchitect en daarna ingenieur/adviseur van Rotterdam. De oever langs de singel zijn ingericht in Engelse Landschapsstijl: zorgvuldig geplaatste losse bomen/boomgroepen in een glooiend gazon.

## Religie - Kloosterkerk
In 1929 werd in opdracht van het St. Lucia-Gesticht (Zusters Franciscanessen) op huisnummer 256 het Sint Franciscusklooster met modevakschool gebouwd door de architecten Evert en Herman Kraaijvanger.
Op de hoek met de Strevelsweg stond van 1928 tot 1972 de Heilige Theresiakerk. Na de sloop maakte het plaats voor een flatgebouw en een openbare bibliotheek.

## Openbaar vervoer
Over deze weg rijdt en stopt RET-buslijn 66 bij de haltes Lange Hilleweg en Strevelsweg.